# Маэда, Такэси
Такэси Маэда (яп. 前田 武志; род. 22 октября 1937, Тоцукава, Нара) — японский государственный деятель, министр земли, инфраструктуры, транспорта и туризма Японии (2011—2012).

## Биография
Родился 22 октября 1937 года в Йосино, префектура Нара, Япония. Окончил Киотский университет, где получил степень магистра.
В 1986 году впервые был избран в японскую Палату представителей, после чего ему удавалось четырежды переизбраться на этот пост. В 2004 году Маэда был избран в Палату советников.
В сентябре 2011 года он получил портфель министра земли, инфраструктуры, транспорта и туризма в кабинете Ёсихико Ноды. Однако Маэда покинул министерство в следующем году после того, как в апреле 2012 года Палата советников приняла ряд предложений, которые требовали от премьер-министра уволить Маэду и министра обороны Наоки Танаку, чтобы заручиться поддержкой оппозиционных партий в принятии своего плана по повышению налоговой ставки на потребление. Маэда покинул Палату советников после истечения срока своих полномочий в 2016 году.